# Trentepohlia (Paramongoma) disparilis
Trentepohlia (Paramongoma) disparilis is een tweevleugelige uit de familie steltmuggen (Limoniidae). De soort komt voor in het Neotropisch gebied.